# Stazione di Darmstadt Wixhausen
La stazione di Darmstadt Wixhausen è una fermata ferroviaria che serve il quartiere Wixhausen di Darmstadt, in Germania. È situata lungo la ferrovia Francoforte sul Meno-Heidelberg e viene servita solo dai treni del servizio ferroviario suburbano di Francoforte.
La stazione originale fu aperta nel 1887. Nel 1994 venne rimpiazzata dall'attuale fermata, che serve solo il nuovo binario della S-Bahn che corre parallelo alla linea esistente.

## Servizi e interscambi
La stazione consente l'interscambio con gli altri mezzi di trasporto pubblico tramite:
- Fermata autobus RMV